# Hermann G. Meier
Hermann G. Meier (* 1939 in Marktredwitz) ist ein deutscher Bauingenieur und Werkstoffwissenschaftler.

## Leben und Wirken
Nach dem Abschluss als Bauingenieur am Oskar-von-Miller-Polytechnikum 1963 in München arbeitete er zunächst als Bauleiter für ein Tiefbaubüro, bevor er 1966 in die Mörtel- und Putzherstellung nach Marktredwitz zurückkehrte. Dort stand er von 1972 bis 1999 dem Trockenmörtelhersteller Colfirmit Rajasil (bis 1991 Marthahütte) als Geschäftsführer und Miteigentümer vor. Meier war einer der ersten Mitglieder der Wissenschaftlich-Technischen Arbeitsgemeinschaft für Bauwerkserhaltung und Denkmalpflege und langjähriger Leiter von deren Referat 2 Oberflächentechnologie.
Ab Mitte der 1970er Jahre war er mit seinem Kollegen Dieter Schumann von der Technischen Universität München maßgeblich an der Entwicklung und Markteinführung von Sanierputzen als Werk-Trockenmörtel sowie der Erstellung und Redaktion der ersten Ausgaben der für diese bis heute grundlegenden Technischen Regeln (Zertifizierung), den WTA-Merkblättern, beteiligt. Die erste Fassung kam 1985 als WTA-MB-1-85: Die bauphysikalischen und technischen Anforderungen an Sanierputze heraus. Er ist Allein- sowie Mitautor der einschlägigen Lehrbücher und Standardwerke.
Das so von ihm zuerst zur Marktreife gebrachte und im Jahre 1985 patentierte Putz-System, als zertifiziertes Verfahren von der chemischen Analyse des geschädigten Mauerwerks bis zur entsprechenden Abstimmung der Sanierputze, ist bei verschiedenen Herstellen (wie BASF und Rockwool) bis heute unter Hermann Meiers ursprünglicher Markenbezeichnung Rajasil erhältlich. Nach Herstellerangaben aus dem Jahr 2016 sind bis dahin 14 Millionen Quadratmeter Wandfläche, etwa am Schweriner Schloss und Bayerischen Bahnhof in Leipzig, mit Rajasil-Putzen saniert worden.
Im Jahr 2005 war er Mitgründer des Historischen Clubs Marktredwitz (seit 2015 eine Regionalgruppe des Historischen Vereins für Oberfranken) und widmet sich auch Themen der lokalen Industriegeschichte.

## Monografien
- Sanierputze – Ein wichtiger Bestandteil der Bauwerksinstandsetzung, Expert Verlag, Renningen 1999, ISBN 3-8169-1547-7; 2. erweiterte Auflage 2002, ISBN 3-8169-2141-8.
- mit Bernhard Leutheußer: Marktredwitz im Industriezeitalter, Band III: Die Geschichte des Eisenbahnknotens und der Industrie-Betriebe, Akademie Steinwald-Fichtelgebirge, Marktredwitz 2016, ISBN 978-3-00-050290-3.
- mit Sylvia Stürmer: Sanierputzsysteme – Planung, Ausführung, Fehlervermeidung, Fraunhofer IRB Verlag, Stuttgart 2021, ISBN 978-3-7388-0507-9.

## Technische Regeln
- WTA Merkblatt 1-85 Die bauphysikalischen und technischen Anforderungen an Sanierputz (erste Fassung von 1985)
- WTA Merkblatt E-2-9 Sanierputzsysteme (Deckblätter der Ausgabe 2018; Ausgabe 2020)

## Beiträge
- Prüfung von Zusatzmitteln (Putzkonzentraten) für die Herstellung hydrophober Porenputze aus Baustellenmörteln, in: Bautenschutz + Bausanierung 7 (1984), S. 164–168.
- Lexikon der Bauwerkserhaltung – Putzinstandsetzung, [mehrteilig] in: Bausubstanz 8 (1990), S. 56-57; 9 (1990) S. 60-61; 10 (1990) S. 54-55; 11/12 (1990) S. 46-47.
- [Kapitel 10] Der mineralische Fassadenputz, Wärmedämmung mit Wärmedämmputzen, Wärmedämm-Verbundsysteme, Sanierputzsysteme, Außenputzinstandsetzung, Fachwerk, in: Helmut Weber (Hg.), Fassadenschutz und Bausanierung, Der Leitfaden für die Sanierung, Konservierung und Restaurierung von Gebäuden, Expert Verlag, 5. völlig neubearbeitete Auflage, Renningen 1994, S. 203-248, ISBN 3-8169-0690-7.
- Putze im Fachwerkbau, in: Sanierung – Ergänzung – Umnutzung 5 (1994), S. 652–654.
- mit Konrad Fischer: Wer hat Angst vor Kalk? Kalkputz und Kalkmörtel in der Denkmalpflege. Pro und Contra, in: Bausubstanz 5 (1999), S. 38–43.
- Moderne Putze für den Denkmalschutz – Modern Rendering Systems for Protection of Monuments, in: Restoration of Buildings and Monuments 10/2 (2004), S. 119–132.
- Geschichte und Techniken der Flachglasherstellung, in: Mir han Hittener! Zur Geschichte der Glasmacher in Marktredwitz, Ausstellungskatalog Egerland-Kulturhaus, Marktredwitz 2012, S. 84-121. ISBN 3-9390-3702-8.
- mit Sylvia Stürmer: Sanierputzsysteme nach WTA – bewährt, aber keine Alleskönner, in: Bausubstanz 10/5 (2019), S. 36–42.
- mit Sylvia Stürmer: Sanierputz ist kein Alleskönner: Vorbereitung, Ausführung, Risiken, in: Deutsches Architektenblatt (online) 30. März 2020.